# Jevonsův paradox
Jevonsův paradox ([ˈdʒɛvənz]IPA, někdy Jevonsův efekt) je v ekonomii jev, kdy technologický pokrok přinášející větší efektivitu při využívání určitého zdroje paradoxně zvyšuje spotřebu tohoto zdroje kvůli větší poptávce (místo očekávaného poklesu spotřeby). Jevonsův paradox je zřejmě největším paradoxem environmentální ekonomie. Přesto vlády a environmentalisté stále všeobecně předpokládají, že zvýšená efektivita povede k poklesu využívání zdrojů ignorujíce možnost, že se spotřeba paradoxně zvýší.

## Úvod

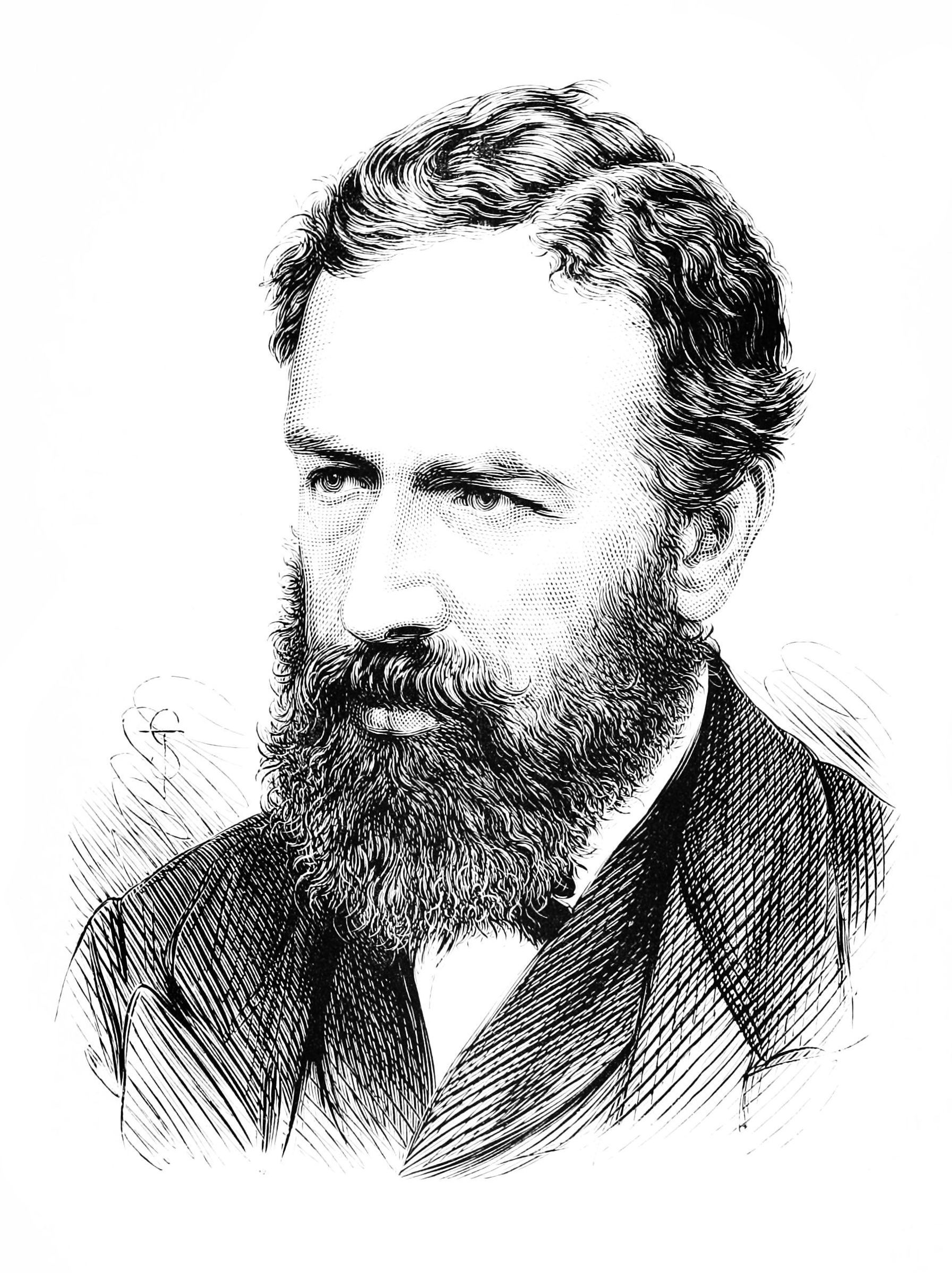
William Stanley Jevons (1835-1882)

William Stanley Jevons (1835–1882) byl britský ekonom, žijící v době průmyslové revoluce a technologického rozvoje, tedy v době, která znamenala rozmach pro parní stroj, a to díky jeho zdokonalení Jamesem Wattem. Parní stroj byl nyní efektivnější a vykazoval pro svou funkci nižší spotřebu uhlí a dřeva. S rostoucí efektivitou stroje a jeho nižší spotřebou fosilního uhlí se parní stroj stal populárním a začal se komerčně vyrábět. Tehdy Jevons zpozoroval, že technologický pokrok, který přinesl zvýšení efektivity využívání uhlí, vedl k jeho zvýšené spotřebě v celé řadě průmyslových odvětví. S popularitou parního stroje se zvedla i těžba uhlí, potřebného k jeho fungování a cena uhlí se tak snížila. Paradox tedy spočívá v tom, že i přesto, že stroj spotřebovával menší množství uhlí, ve výsledku došlo ke zvýšení jeho celkové spotřeby.
Svou tezi, která se původně zabývala pouze tématem parního stroje a spotřeby uhlí, popsal v roce v knize The Coal Question vydanou v roce 1865. Jevons ukázal, že na rozdíl od běžné intuice nelze spoléhat na to, že technologický pokrok sníží spotřebu paliva (uhlí). Jevonsův paradox je aplikovatelný i na jiné situace a lze jej zobecnit: Zvyšování účinnosti využívání zdroje vede ke zvyšování rychlosti spotřeby daného zdroje.

## Indukce spotřeby (rebound effect)

Elastická poptávka: 20% zvýšení efektivity spotřeby leteckého paliva zapříčiní 40% nárůst cestování letadly. Spotřeba paliva se zvýší a objeví se Jevonsův paradox.

Takzvaná indukce spotřeby je jev, kdy díky zvýšení energetické efektivity dochází k další spotřebě energie. Například při aplikaci politik podporujících úsporné technologie může tento jev vést k situaci, kdy se část úspor získaných díky efektivnějším technologiím vytrácí vlivem zvýšené spotřeby energií. Američtí ekonomové ve své studii zase ukazují, že majitelé aut s větší efektivitou využití paliva mají tendenci k častějšímu cestování, čímž zvyšují poptávku po palivu. Snížení nákladů na cestování tedy vede ke zvýšení poptávky po množství paliva. Jinými slovy, je-li náklad na cestování nižší, lidé cestují víc, čímž zvýší poptávku po palivu. Jevonsův paradox se objeví ve chvíli, kdy je indukce spotřeby vyšší, než 100 %, tedy když je výsledná spotřeba paliva vyšší než jeho původní úspora.
Velikost efektu ovlivňuje cenová elasticita poptávky po zboží. Například: uvažujeme dokonalou konkurenci, kde k cestování spotřebováváme pouze palivo, kde cena paliva je konstantní a kde tedy zvýšení efektivity vede přímo k úměrnému snížení nákladů, pak v případe elastické poptávky i drobný pokles nákladů zapříčiní velký nárůst počtu ujetých kilometrů (zde se objeví Jevonsův paradox). V případě neelastické poptávky vede i velký pokles nákladů pouze k malému nárůstu počtu ujetých kilometrů. Zboží a služby však obecně používají více než jeden typ vstupu (např. palivo, práci, stroje) a cenu ovlivňují i další faktory kromě vstupních nákladů. Tyto faktory mají tendenci snižovat indukci spotřeby, takže reálná pravděpodobnost Jevonsonova paradoxu je nižší.

Neelastická poptávka: 20% zvýšení efektivity zapříčiní 10% nárůst cestování. Jevonsův paradox se neobjeví.

## Khazzoom–Brookesův postulát
V 80. letech 20. stolení přehodnotili ekonomové Daniel Khazzoom a Leonard Brookes Jevonsův paradox pro případ využití energie ve společnosti. Brookes, tehdejší hlavní ekonom Úřadu pro atomovou energii ve Velké Británii, tvrdil, že pokusy o snížení spotřeby energie zvýšením energetické účinnosti by jednoduše zvýšily poptávku po energii v celé ekonomice. Khazzoom se zaměřil na potenciál ignorování indukce spotřeby v normách pro domácí spotřebiče, stanovených Kalifornskou energetickou komisí.
V roce 1992 ekonom Harry Saunders opakoval hypotézu, že zlepšení energetické účinnosti zvyšují (spíše než snižují) spotřebu energie, kterou předpokládali Khazzoom–Brookes, a tvrdil, že tato hypotéza je široce podporována neoklasickou teorií hospodářského růstu. Saunders ukázal, že Khazzoom–Brookesův postulát funguje v neoklasicistním modelu růstu za široké škály předpokladů.
Podle Saunderse má zvýšená energetická účinnost tendenci zvyšovat spotřebu energie dvěma způsoby. Za prvé, díky zvýšené energetické účinnosti je využití energie relativně levnější, což podporuje větší využívání (přímá indukce spotřeby). Za druhé, zvýšená energetická účinnost zvyšuje skutečné příjmy a vede ke zvýšenému ekonomickému růstu, který zvyšuje spotřebu energie v celé ekonomice. Na mikroekonomické úrovni (při pohledu na individuální trh), a to i když se vezme v úvahu indukci spotřeby, vede zlepšení energetické účinnosti obvykle ke snížení spotřeby energie. To znamená, že indukce spotřeby je obvykle nižší než 100 %. Na makroekonomické úrovni však účinnější (a tedy poměrně levnější) energie vede k rychlejšímu hospodářskému růstu, což zvyšuje spotřebu energie v celé ekonomice. Saunders tvrdil, že s přihlédnutím k mikroekonomickým i makroekonomickým účinkům bude mít technologický pokrok, který zlepšuje energetickou účinnost, tendenci zvyšovat celkovou spotřebu energie.

## Opatření na úsporu energie
Jevons varoval, že zvýšení palivové účinnosti má tendenci zvyšovat spotřebu paliva. To však neznamená, že zlepšená palivová účinnost nemá význam, i když nastane Jevonsův paradox; vyšší účinnost paliva umožňuje vyšší produkci a vyšší kvalitu života. Efektivnější parní stroj například umožňoval levnější přepravu zboží a osob, což přispělo k průmyslové revoluci. Pokud je však platí Khazzoom–Brookesův postulát, tak zvýšená účinnost paliva sama o sobě nesníží míru vyčerpávání fosilních paliv.
Stále probíhá debata o tom, zda je Khazzoom-Brookesův postulát správný, a o relevanci Jevonsova paradoxu pro politiku úspory energie. Většina vlád, ekologů a nevládních organizací prosazuje opatření, které zvyšují efektivitu a doufají, že tyto politiky sníží spotřebu zdrojů a zlepší environmentální problémy. Jiní, včetně mnoha ekologických ekonomů, pochybují o této „strategii účinnosti“ směrem k udržitelnosti a obávají se, že zvýšení efektivity může ve skutečnosti vést k vyšší produkci a spotřebě. Tvrdí, že pro pokles využívání zdrojů by měl být nárůst efektivity spojen s dalšími opatřeními, které omezují využívání zdrojů. Jiní environmentální ekonomové poukazují na to, že i když se v některých situacích může Jevonsův paradox vyskytnout, empirické důkazy o jeho široké použitelnosti jsou omezené.
Jevonsův paradox se někdy používá k argumentaci, že úsilí o úspory energie je zbytečné, například že efektivnější využívání ropy povede ke zvýšené poptávce a nezpomalí příchod ani účinky ropného zlomu. Tento argument je obvykle uváděn jako důvod aby se nezaváděla environmentální opatření nebo aby se neusilovalo o palivovou účinnost (např. pokud se sníží spotřeba automobilů, povede to k navýšení počtu najetých kilometrů). Proti těmto argumentům byly ale uplatněny víceré námitky. Zaprvé, v kontextu vyspělého trhu, jako je ropa ve vyspělých zemích, je přímá indukce spotřeby obvykle malá, a tak zvýšená účinnost paliva obvykle snižuje využívání zdrojů i když ostatní podmínky zůstávají konstantní. Zadruhé, i když zvýšená účinnost nesníží celkové množství použitého paliva, zůstanou další výhody spojené se zlepšenou účinností. Například zvýšená palivová účinnost může zmírnit zvýšení cen, nedostatek a narušení globální ekonomiky spojené s ropnou krizí. Za třetí, environmentální ekonomové poukázali na to, že spotřeba paliva se jednoznačně sníží, pokud bude vyšší účinnost spojena s intervencemi (např. daní z pohonných hmot), která udrží náklady na spotřebu paliva stejné nebo vyšší.
Jevonsův paradox naznačuje, že zvýšená účinnost sama o sobě nemusí snížit spotřebu paliva a že udržitelná energetická politika se musí spoléhat také na jiné typy intervencí. Vzhledem k tomu, že zavedení environmentálních standardů nebo jiné administrativní intervence, které zvyšují náklady na používání, nevykazují Jevonsův paradox, lze je použít k řízení indukce spotřeby. Aby bylo zajištěno, že technologická vylepšení zvyšující účinnost sníží spotřebu paliva, lze zvýšení účinnosti spojit s vládními zásahy, které snižují poptávku (např. zelené daně, obchodovatelné povolenky nebo přísnější emisní normy). Ekologičtí ekonomové Mathis Wackernagel a William Rees navrhli, aby jakékoliv úspory nákladů ze zvýšení efektivity byly „zdaněny nebo jinak odstraněny z dalšího ekonomického oběhu. Přednostně by měly být uplatněny na reinvestice do obnovy přírodního kapitálu.“ Snižováním ekonomických dopadů vládních intervencí určených k podpoře ekologicky udržitelných činností může podpořit technologický pokrok bez environmentálních důsledků.

## Úloha vlastního rozhodnutí
Důležitou úlohu, která působí proti Jevonsově paradoxu je situace, kdy si lidé uvědomují ekologické důsledky svého chování a spotřebu omezují dobrovolně. Politik ODS Miloš Vystrčil na svém blogu komentuje Jevonsův paradox takto: 
Pokud se tedy nyní ptáte, zda má vůbec smysl si i s cílem uspořit a šetřit životní prostředí kupovat úspornější a modernější přístroje a zařízení, potom hned nezoufejte. Odpověď je jednoduchá. Ano, samozřejmě má, ale pouze tehdy, pokud jsme zároveň jako lidé schopni se vlastním rozhodnutím omezit a odříci si využití uspořeného (energie, benzin, teplo, …) a tím i uspořených prostředků pro naše další jiná uspokojení, potřeby a navyšování blahobytu.

## Příklady Jevonsova paradoxu v současnosti
Začátkem tisíciletí mnoho domácností nahradilo žárovky kompaktními zářivkami, které pro týž světelný tok potřebují jen pětinu elektřiny. Ještě účinnější než zářivky jsou pak LED svítidla, zejména pokud se světlo posílá směrovaně. Při používání těchto svítidel je tedy předpoklad pro nižší energetickou spotřebu. Ve skutečnosti však lidé právě díky tomu svítí častěji a déle, což v posledních letech nejenže vytváří problém světelného znečištění, ale vede i k Jevonsově efektu. Podle serveru The Economist se vlivem tohoto paradoxu může spotřeba energie, použité na svícení, až zdvojnásobit do roku 2030.
Podobná situace jako v případě zářivek nastává při využívání osobních počítačů, respektive jejich obrazovek. Nejenže se počet obrazovek v kancelářích a domácnostech zvětšuje, ale uživatelé je často zapomínají vypínat a tak dochází k další spotřebě energie a to i přesto, že se obrazovky nahrazují úspornějšími modely.
Také elektronizace a stahování hudby mohou vést k větším emisím než fyzická média. Vyšší účinnost může znamenat také rozšiřování zemědělství; to se týká i efektivnější zálivky.
Podobnou situaci Jevonsovu paradoxu ukazuje také paradox kanceláře bez papíru. S rozvojem a rozmachem informačních technologií ve 20. století, kdy se osobní počítač stával běžnou součástí kanceláří i domovů, se mnoho odborníků domnívalo, že již nebude nutné tisknout elektronické dokumenty a v kancelářích klesne spotřeba papíru. Výsledek však byl jiný. Elektronické dokumenty se tiskly dále, například jako záloha nebo pro snadnější čtení a také vlivem toho, že se více dokumentů stalo snadno tisknutelnými. "Paradox kanceláře bez papíru spočívá v tom, že vývoj náhrady za přírodní zdroj je někdy spojován se zvýšením spotřeby původního zdroje."